# Bosqueiopsis
Bosqueiopsis es un género con unas cuatro especies de plantas de flores pertenecientes a la familia  Moraceae.

## Especies seleccionadas
- Bosqueiopsis carvalhoana
- Bosqueiopsis gilletii
- Bosqueiopsis lujae
- Bosqueiopsis parvifolia

- Datos: Q8251116
- Especies: Bosqueiopsis